# Супер 2000

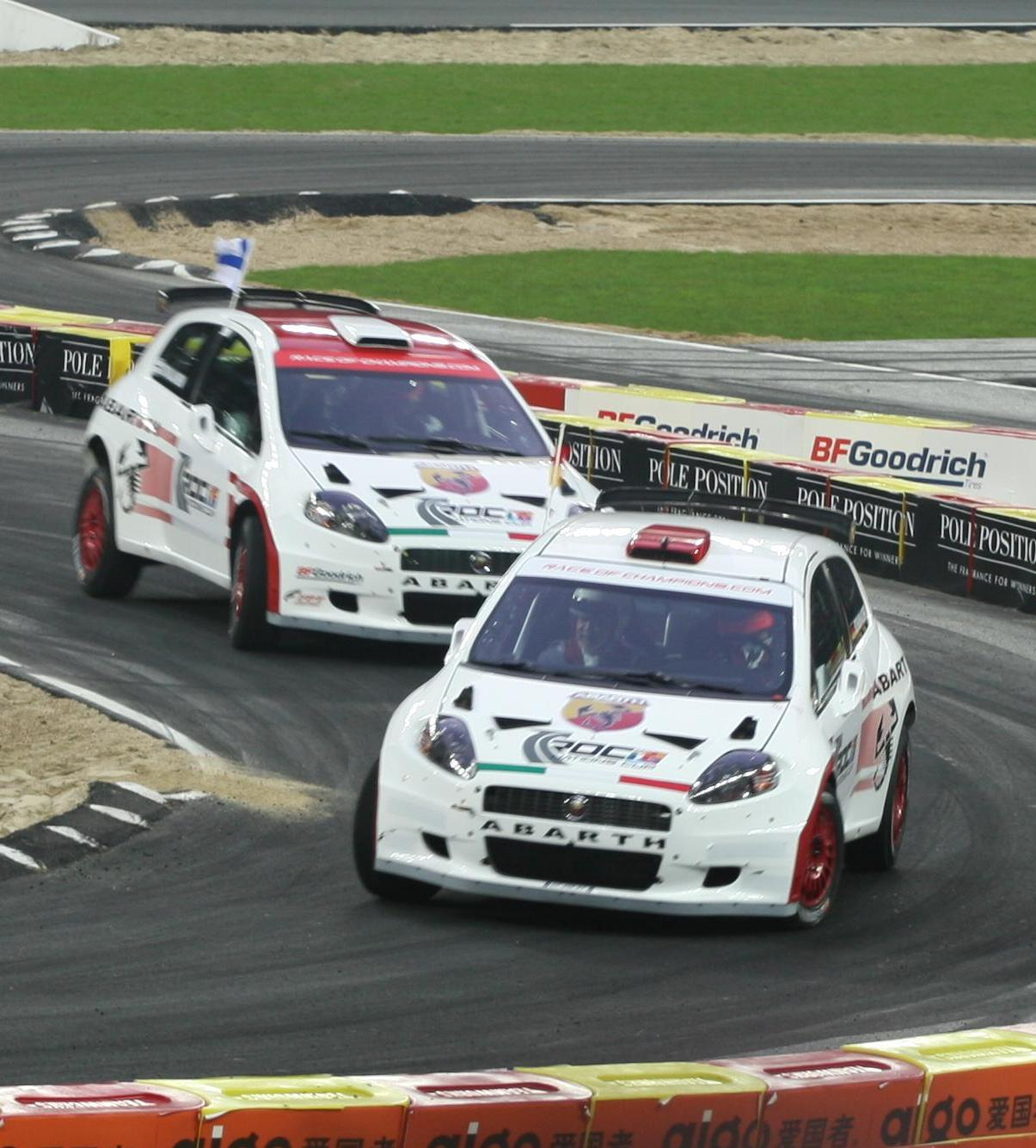
Abarth Grande Punto S2000 на гонці чемпіонів 2007

Супер 2000 (Super 2000) — категорія FIA для легкових автомобілів. Використовується як в кільцевих перегонах, так і в ралі, у відповідних варіантах.

## Технічний регламент

### Кільцеві гонки
- До групи S2000 допускають автомобілі довжиною не менше 4,2 метра з чотирьохдверним кузовом (седан або хетчбек) з приводом на одну вісь. Двигуни бензинові атмосферні, робочим об'ємом 2.0 літра. Максимальне число циліндрів двигуна — шість. Для 4-х, 5-ти та 6-ти циліндрові двигунів встановлені різні значення максимальних обертів: для 4-х циліндрових — 8500 об / хв, для 5-ти — 8750 об / хв, для 6-ти — 9000 об / хв . Максимальний ступінь стиснення — 11:1. Середня потужність двигунів S2000 — 270—290 к.с. Коробки перемикання передач можуть бути двох типів: 5-ступінчасті кулачкові, зроблені на основі серійної КПП або 6-ступінчасті секвентальний (з послідовним перемиканням). У разі застосування секвентальною КПП, на автомобіль додатково довантажує 30 кг баласт а. Мінімальні вага автомобілів становить: для заднього приводу — 1140 кг, для переднього приводу — 1110 кг. Конструкція підвіски не може бути змінена і залишається як у серійного зразка, допускається лише посилювати окремі елементи шасі (застосовувати спортивні пружини, амортизатор и, стабілізатори поперечної стійкості, шарніри). При цьому зменшувати дорожній просвіт нижче 80 мм не можна. Дозволені передні гальмівні диски діаметром не більше 332 мм і чотирьохпоршневі супорти, задні — 265 мм (при заміні початкових барабанних на дискові). Колеса розмірністю — 17 дюймів, моношіна (з 2006 року — Йокогама) і омологірованние спеціально для Super 2000 аеродинамічні елементи кузова.

- З 2007 року додатково введена категорія S2000D для дизельних автомобілів. Робочий обсяг той самий — 2 літра — турбонадув не обмежений до 2009 р. За меншої потужності — 250—260 к.с. проти 290 к.с. у бензинових машин — дизелі мають більший крутний момент — 425 Нм проти 230 Нм — що дозволяє мати більш довгі передачі в КПП і відповідно більш високу максимальну швидкість.

- За виконанням регламенту в Чемпіонаті Світу стежить Кузовне Бюро ФІА (TouringCar Bureau), яке стурбоване рівністю можливостей виступаючих автомобілів. Незважаючи на наявність здавалося б єдиних правил, Кузовне Бюро дозволяє командам додаткові зміни з метою збільшення їх конкурентоспроможності. Так, машинам Шевроле Лачетті в 2006—2007 рр. було дозволено використовувати двигуни із ступенем стиснення 12:1. Додатково Бюро дозволяє полегшити або ж вимагає збільшити вагу автомобіля, якщо вважає, що це має зробити боротьбу щільнішою.

### Ралі
Під такою ж назвою — S2000 — у 2006 році був випущений регламент для ралійних змагань, як менш дорога альтернатива WRC. Машини мають серійний кузов, але без обмежень на кількість дверей, такий же атмосферний двигун і стандартну повнопривідну трансмісію.

## Чемпіонати S2000
Технічний регламент Super 2000 став основою для багатьох національних кузовних чемпіонатів, а так само Світового Чемпіонату WTCC. У 2003 році на S2000 перейшов Шведська чемпіонат STCC, в 2004 — Данська DTC і Німецький ADAC Procar. З 2007 року на S2000 повністю переходять Британський чемпіонат BTCC (з 2010 переходить на інший регламент), Італійська ITCC, і російський RTCC (клас Турінг).
Ралійний регламент S2000 прийнятий в IRC (Intercontinental Rally Challenge), ERC (European Rally Championship), а також різних національних чемпіонатах. Він же став основою для нового регламенту WRC, вступає з 2011 року, і що відрізняється двигуном об'ємом 1600 см ³ з турбонаддувом і розширеним аеродинамічним пакетом. У 2010 році у рамках чемпіонату світу з ралі вводиться кубок для автомобілів Super 2000 ('WRC Cup' for Super 2000 cars) 
З 2011 р. починається звуження географії поширення S2000 — новий регламент прийнятий в WTCC і BTCC, причому якщо в Чемпіонаті Світу машини зміняться в меншій мірі, головним чином за рахунок нових двигунів, то британська концепція NGTC відходить від ідеї S2000 досить далеко.